# Popular
A Popular (magyarul: Népszerű) egy dal, mely Svédországot képviselte a 2011-es Eurovíziós Dalfesztiválon. A dalt a svéd Eric Saade adta elő angol nyelven.
A dal a 2011. március 12-én rendezett svéd nemzeti döntőben, a Melodifestivalen-en nyerte el az indulás jogát. A döntőben nemzetközi zsűrik pontjai és a nézők telefonos szavazatai közösen alakították ki az eredményt. A dal mindkét listán az első helyen végzett, így az összesítésben is az élen zárt. A dal már a nemzeti döntő előtt első helyezést ért el a svéd slágerlistán.
A dal szerzője már korábban is részt vett a dalfesztiválon: Fredrik Kempe szerezte a 2008-as és 2009-es svéd, illetve a 2010-es norvég indulót dalát is.
Az Eurovíziós Dalfesztiválon a dalt először a május 12-én rendezett második elődöntőben adták elő, a fellépési sorrendben nyolcadikként, a moldáv Zdob și Zdub együttes So Lucky című dala után, és a ciprusi Hrísztosz Milórdosz Szan ángelosz sz’agápisza című dala előtt. Az elődöntőben 155 ponttal az első helyen végzett, így továbbjutott a május 14-i döntőbe.
A május 14-i döntőben a fellépési sorrendben hetedikként adták elő, az ír Jedward Lipstick című dala után és az észt Getter Jaani Rockefeller Street című dala előtt. A szavazás során 185 pontot szerzett, két országtól (Észtország, Izrael) begyűjtve a maximális 12 pontot. Ez a harmadik helyet jelentette a huszonöt fős mezőnyben. Svédország 2006 óta először tudott az első tíz között végezni, és 1999-es győzelmük óta először zártak dobogós helyen.

## Slágerlistás helyezések
| Slágerlisták (2011) | Lh.* |
| ------------------- | ---- |
| Ausztria            | 29   |
| Belgium (Flandria)  | 24   |
| Belgium (Vallónia)  | 29   |
| Egyesült Királyság  | 76   |
| Finnország          | 17   |
| Írország            | 27   |
| Svédország          | 1    |

*Lh. = Legjobb helyezés.